# نيك روس (لاعب هوكي الجليد)
نيك روس (بالفرنسية: Nick Ross)‏ (و. 1989  م) هو لاعب هوكي الجليد كندي، ولد في ليثبريدج، مركز لعبه هو مدافع ‏.

## روابط خارجية
- نيك روس على موقع دوري الهوكي الوطني (الإنجليزية)
- نيك روس على موقع EliteProspects.com (الإنجليزية)
- نيك روس على موقع Eurohockey.com (الإنجليزية)
- نيك روس على موقع HockeyDB.com (الإنجليزية)